# Jonny Hill
Jonathan Paul Hill, detto Jonny (Ludlow, 8 giugno 1994), è un rugbista a 15 internazionale per l'Inghilterra, che milita nel Racing 92 nel ruolo di seconda linea.

## Biografia
Nato e formatosi a Ludlow, città mercato dello Shropshire, fu ammesso nel 2013 all'Hartpury College in Gloucestershire.
L'anno seguente entrò nel Gloucester con la cui prima squadra le uniche presenze furono due partite in Coppa Anglo-Gallese; nel 2015 fu messo sotto contratto biennale dall'Exeter con cui, alla sua seconda stagione, si aggiudicò il campionato inglese e, successivamente, la Coppa Anglo-Gallese.
Nel 2020 si laureò sia campione d'Inghilterra che d'Europa con il club del Devon e il 31 ottobre di quello stesso anno debuttò a Roma in nazionale in occasione della partita di recupero del Sei Nazioni contro l'Italia.
A maggio 2021, con 9 incontri internazionali al suo attivo, Hill ha ricevuto dal C.T. Warren Gatland la convocazione per il tour in Sudafrica dei British & Irish Lions.

## Palmarès
- Champions Cup: 1
Exeter: 2019-20
- Premiership: 2
Exeter: 2016-17, 2019-20
- Coppe Anglo-Gallesi: 1
Exeter: 2017-18